# Video Coding Engine
Video Code Engine (VCE, раніше називався Video Coding Engine, Video Compression Engine або Video Codec Engine в офіційній документації AMD) — це інтегральна схема AMD для кодування відео, що реалізує відеокодек H.264/MPEG-4 AVC. З 2012 року він був інтегрований у всі їхні GPU та APU, крім Oland.
Video Code Engine був представлений у серії Radeon HD 7000 22 грудня 2011 року. VCE займає значну частину поверхні кристала, і його не слід плутати з Unified Video Decoder (UVD).
На AMD Raven Ridge (випущений у січні 2018 року), VCE змінила Video Core Next (VCN).

## Опис

У "повному фіксованому режимі" всі обчислення виконується блоком VCE з фіксованою функцією. Доступ до повного фіксованого режиму можна отримати через OpenMAX IL API.

Блок ентропійного кодування VCE ASIC також доступний окремо, що дозволяє "гібридний режим". У "гібридному режимі" більшість обчислень виконується 3D-рушієм графічного процесора. Використовуючи AMD's Accelerated Parallel Programming SDK і OpenCL, розробники можуть створювати гібридні кодери, які поєднують користувацьку компенсацію руху, зворотне дискретне косинусне перетворення і компенсацію руху з апаратним ентропійним кодуванням, щоб досягти швидшого, ніж у реальному часі кодування.

Обробка відеоданих включає обчислення алгоритмів стиснення даних і, можливо, алгоритмів обробки відео. Як показують шаблони методів стиснення, алгоритми стиснення відео з втратами включають кроки: компенсація руху (ME), дискретне косинусне перетворення (DCT) та ентропійне кодування (EC).
AMD Video Code Engine (VCE) — це повна апаратна реалізація відеокодека H.264/MPEG-4 AVC. Він здатний передавати 1080p зі швидкістю 60 кадрів/сек. Оскільки його блок ентропійного кодування також є окремо доступним модулем відеокодеків, він може працювати у двох режимах: повнофіксований та гібридний режим.
Використовуючи AMD APP SDK, доступний для Linux і Microsoft Windows, розробники можуть створювати гібридні кодери, які поєднують користувацьку компенсацію руху, зворотне дискретне косинусне перетворення і компенсацію руху з апаратним ентропійним кодуванням, щоб досягти швидкості, ніж кодування в реальному часі. У гібридному режимі використовується тільки блок ентропійного кодування блоку VCE, тоді як решта обчислень вивантажується в 3D-рушій графічного процесора, тому обчислення масштабується з кількістю доступних обчислювальних одиниць (CU).

### VCE 1.0
Станом на квітень 2014 року існують дві версії VCE. Версія 1.0 підтримує H.264 YUV420 (кадри I & P), H.264 SVC Temporal Encode VCE і Display Encode Mode (DEM).
Його можна знайти на:
- Процесорах Piledriver
  - Trinity APU (Ax-5xxx, до A10-5800K)
  - Richland APU (Ax-6xxx, до A10-6800K)
- Графічні процесори покоління Southern Islands (GCN1: CAYMAN, ARUBA (Trinity/Richland), CAPE VERDE, PITCAIRN, TAHITI). Це такі
  - Radeon HD 7700 серія (за виключенням HD 7790 з VCE 2.0)
  - Radeon HD 7800 серія
  - Radeon HD 7900 серія
  - Radeon HD 8570 до 8990 (за виключенням HD 8770 з VCE 2.0)
  - Radeon R7 250E, 250X, 265 / R9 270, 270X, 280, 280X
  - Radeon R7 360, 370, 455 / R9 370, 370X
  - Mobile Radeon HD 77x0M до HD 7970M
  - Mobile Radeon HD 8000 серія
  - Mobile Radeon Rx M2xx серія (за виключенням R9 M280X з VCE 2.0 і R9 M295X з VCE 3.0)
  - Mobile Radeon R5 M330 до R9 M390
  - Відеокарти FirePro з 1-м поколінням GCN (GCN1) (за виключенням W2100, який має чип Oland XT)

### VCE 2.0
Порівняно з першою версією, VCE 2.0 додає H.264 YUV444 (I-Frames), B-кадри для H.264 YUV420 і покращує DEM (Display Encode Mode), що призводить до кращої якості кодування.
Його можна знайти на:
- Процесорах Steamroller
  - Kaveri APU (Ax-7xxx, до A10-7850K)
  - Godavari APU (Ax-7xxx, до A10-7890K)
- Процесорах Jaguar
  - Kabini APU (н.п. Athlon 5350, Sempron 2650)
  - Temash APU (н.п. A6-1450, A4-1200)
- Процесорах Puma
  - Beema і Mullins
- Графічні процесори покоління Sea Islands, а також графічні процесори Bonaire або Hawaii (2-ге покоління Graphics Core Next), такі як
  - Radeon HD 7790, 8770
  - Radeon R7 260, 260X / R9 290, 290X, 295X2
  - Radeon R7 360 / R9 390, 390X
  - Mobile Radeon R9 M280X
  - Mobile Radeon R9 M385, M385X
  - Mobile Radeon R9 M470, M470X
  - Відеокарти FirePro з 2-м поколінням GCN (GCN2)

### VCE 3.0
Технологія Video Code Engine 3.0 (VCE 3.0) має нове високоякісне масштабування відео та високоефективне кодування відео (HEVC/H.265).
Його разом з UVD 6.0 можна знайти на 3-му поколінні Graphics Core Next (GCN3) з обладнанням графічного контролера на основі «Tonga», «Fiji», «Iceland» та «Carrizo» (VCE 3.1), яке використовується в серії AMD Radeon R 300 (сімейство графічних процесорів Pirate Islands) і VCE 3.4 у серіях AMD Radeon RX 400 і AMD Radeon RX 500 (обидва сімейства графічних процесорів Polaris).
- Tonga: Radeon R9 285, 380, 380X; Mobile Radeon R9 M390X, M395, M395X, M485X
- Tonga XT: FirePro W7100, S7100X, S7150, S7150 X2
- Fiji: Radeon R9 Fury, Fury X, Nano; Radeon Pro Duo (2016); FirePro S9300, W7170M
- Polaris: RX 460, 470, 480; RX 550, 560, 570, 580; Radeon Pro Duo (2017)

### VCE 4.0
Кодер Video Code Engine 4.0 і декодер UVD 7.0 входять до графічних процесорів на базі Vega.

#### VCE 4.1
Графічний процесор AMD Vega 20, присутній в картах Instinct Mi50, Instinct Mi60 і Radeon VII, включає VCE 4.1 і два екземпляри UVD 7.2.

### Огляд функцій

#### AMD APU
У наступній таблиці наведено особливості AMD APU (див. також: Список AMD APU).
| Марка                                                 | Llano                      | Trinity                    | Richland                   | Kaveri                                     | Carrizo                                    | Bristol Ridge         | Raven Ridge           | Picasso               | Renoir                | Cezane                |                 | Desna, Ontario, Zacate | Kabini, Temash  | Beema, Mullins  | Carrizo-L           | Stoney Ridge    | Dalí    |
| ----------------------------------------------------- | -------------------------- | -------------------------- | -------------------------- | ------------------------------------------ | ------------------------------------------ | --------------------- | --------------------- | --------------------- | --------------------- | --------------------- | --------------- | ---------------------- | --------------- | --------------- | ------------------- | --------------- | ------- |
| Платформа                                             | Стаціонарна, Мобільна      | Стаціонарна, Мобільна      | Стаціонарна, Мобільна      | Стаціонарна, Мобільна                      | Стаціонарна, Мобільна                      | Стаціонарна, Мобільна | Стаціонарна, Мобільна | Стаціонарна, Мобільна | Стаціонарна, Мобільна | Стаціонарна, Мобільна | Ультра мобільна | Ультра мобільна        | Ультра мобільна | Ультра мобільна | Ультра мобільна     | Ультра мобільна |         |
| Дата релізу                                           | Серп 2011                  | Жовт 2012                  | Черв 2013                  | Черв 2014                                  | Черв 2015                                  | Черв 2016             | Жовт 2017             | Січ 2019              | Берез 2020            | Січ 2021              | Січ 2011        | Трав 2013              | Квіт 2014       | Трав 2015       | Лют 2016            | Квіт 2019       |         |
| Fab (нм)                                              | GlobalFoundries, 32 нм SOI | GlobalFoundries, 32 нм SOI | GlobalFoundries, 32 нм SOI | 28                                         | 28                                         | 28                    | 14                    | 12                    | TSMC 7 нм             | TSMC 7 нм             | TSMC 40 нм      | 28                     | 28              | 28              | 28                  | 14              |         |
| Розмір (мм2)                                          | 228                        | 246                        | 246                        | 245                                        | 245                                        | 250                   | 210                   | 210                   | 156                   | 180                   | 75 (+ 28 FCH)   | 107                    | 107             | Н/Д             | 125                 | 149             |         |
| Сокети                                                | FM1, FS1                   | FM2, FS1+, FP2             | FM2, FS1+, FP2             | FM2+, FP3                                  | FP4, FM2+, AM4                             | FP4, AM4              | FP5, AM4              | FP5, AM4              | FP6, AM4              | FP6, AM4              | FT1             | AM1, FT3               | FT3b            | FT3b            | FP4                 | FP5             |         |
| Архітектура процесорів                                | AMD K10                    | Piledriver                 | Piledriver                 | Steamroller                                | Excavator                                  | Excavator+            | Zen                   | Zen+                  | Zen 2                 | Zen 3                 | Bobcat          | Jaguar                 | Puma            | Puma+           | Excavator+          | Zen             |         |
| Максимальна підтримка DRAM                            | DDR3-1866                  | DDR3-1866                  | DDR3-2133                  | DDR3-2133                                  | DDR3-2133 DDR4-2400                        | DDR4-2400             | DDR4-2993             | DDR4-2993             | LPDDR4-4266 DDR4-3200 | LPDDR4-4266 DDR4-3200 | DDR3L-1333      | DDR3L-1600             | DDR3L-1866      | DDR3L-1866      | DDR3-1866 DDR4-2400 | DDR4-2400       |         |
| 3D рушій1                                             | TeraScale 2 (VLIW5)        | TeraScale 3 (VLIW4)        | TeraScale 3 (VLIW4)        | Graphics Core Next 2 (GCN 2) (Mantle, HSA) | Graphics Core Next 2 (GCN 2) (Mantle, HSA) | GCN 3                 | GCN 3                 | GCN 5                 | GCN 5                 | GCN 5                 | GCN 5           | TeraScale 2 (VLIW5)    | GCN 2           | GCN 2           | GCN 2               | GCN 3           | GCN 5   |
| 3D рушій1                                             | 400:20:8                   | 384:24:6                   | 384:24:6                   | 512:32:8                                   | 512:32:8                                   | 512:32:8              | 704:44:16             | 704:44:16             | 512:32:8              | 512:32:8              | 80:8:4          | 128:8:4                | 128:8:4         | 128:8:4         | До 192:?:?          | До 192:?:?      |         |
| 3D рушій1                                             | IOMMUv1                    | IOMMUv1                    | IOMMUv1                    | IOMMUv2                                    | IOMMUv2                                    | IOMMUv2               | IOMMUv2               | IOMMUv2               | IOMMUv2               | IOMMUv2               | IOMMUv1         | IOMMUv1                | IOMMUv1         | Н/Д             | Н/Д                 | IOMMUv2         |         |
| Уніфікований Відео Декодер                            | UVD 3                      | UVD 3                      | UVD 3                      | UVD 4.2                                    | UVD 6                                      | UVD 6                 | VCN 1.0               | VCN 1.0               | VCN 2.1               | VCN 2.2               | UVD 3           | UVD 4                  | UVD 4.2         | UVD 6.0         | UVD 6.3             | VCN 1.0         | VCN 1.0 |
| Рушій Відео Кодування                                 | Н/Д                        | VCE 1.0                    | VCE 1.0                    | VCE 2.0                                    | VCE 3.1                                    | VCE 3.1               | VCN 1.0               | VCN 1.0               | VCN 2.1               | VCN 2.2               | Н/Д             | VCE 2.0                | VCE 2.0         | VCE 3.1         | VCE 3.1             |                 |         |
| Режим енергозбереження графічного процесора           | PowerPlay                  | PowerTune                  | PowerTune                  | PowerTune                                  | PowerTune                                  | PowerTune             | PowerTune             | PowerTune             | PowerTune             | PowerTune             | PowerPlay       | PowerTune              | PowerTune       | PowerTune       | PowerTune           | PowerTune       |         |
| Максимальна кількість дисплеїв, які можна підключити2 | 2–3                        | 2–4                        | 2–4                        | 2–4                                        | 3                                          | 3                     | 3                     | 3                     | 4                     | 4                     | 2               | 2                      | 2               | 2               | 3                   | 4               |         |
| AMD FreeSync                                          | Н/Д                        | Н/Д                        | Н/Д                        | Так                                        | Так                                        | Так                   | Так                   | Так                   | Так                   |                       | Н/Д             | Так                    | Так             | Так             | Так                 | Так             |         |
| AMD TrueAudio                                         | Н/Д                        | Н/Д                        | Н/Д                        | Так                                        | Так                                        | Так                   | Так                   | Так                   | Так                   |                       | Н/Д             | Так                    | Так             | Так             | Так                 | Так             |         |
| /drm/radeon                                           | Так                        | Так                        | Так                        | Так                                        | Так                                        | Так                   | Н/Д                   | Н/Д                   | Н/Д                   | Н/Д                   | Н/Д             | Так                    | Так             | Так             | Так                 | Н/Д             | Н/Д     |
| /drm/amdgpu                                           | Н/Д                        | Н/Д                        | Н/Д                        | [ 24 ]                                     | [ 24 ]                                     | Так                   | Так                   | Так                   | Так                   | Так                   | Так             | Н/Д                    | [ 24 ]          | [ 24 ]          | [ 24 ]              | Так             | Так     |

- 1 Уніфікованих шейдерів : Texture mapping units : Render output units
- 2 Для підтримки більше 2-х дисплеїв необхідно скористуватися додатковою панеллю із портом DisplayPort.[25] Також можна використовувати активні адаптери DisplayPort-to-DVI/HDMI/VGA

1. 1 2  DRM (Direct Rendering Manager) — компонент ядра Linux. Підтримка, вказана у таблиці, стосується найостаннішої версії.

#### Відеокарт AMD
У наступній таблиці показано особливості графічних процесорів AMD/ATI (див. також: Список графічних процесорів AMD).
| Назва серії відеокарт             | Wonder            | Mach              | 3D Rage           | Rage Pro          | Rage 128          | R100              | R200                                    | R300                                    | R400                                    | R500                                    | R600                             | RV670                            | R700                             | Evergreen                          | Northern Islands                   | Southern Islands                 | Sea Islands                                                     | Volcanic Islands                                                | Arctic Islands/Polaris                                          | Vega                                                            | Navi                                  | Navi 2X                               |         |
| --------------------------------- | ----------------- | ----------------- | ----------------- | ----------------- | ----------------- | ----------------- | --------------------------------------- | --------------------------------------- | --------------------------------------- | --------------------------------------- | -------------------------------- | -------------------------------- | -------------------------------- | ---------------------------------- | ---------------------------------- | -------------------------------- | --------------------------------------------------------------- | --------------------------------------------------------------- | --------------------------------------------------------------- | --------------------------------------------------------------- | ------------------------------------- | ------------------------------------- | ------- |
| Дата виходу                       | 1986              | 1991              | 1996              | 1997              | 1998              | квітень 2000      | серпень 2001                            | вересень 2002                           | травень 2004                            | жовтень 2005                            | травень 2007                     | листопад 2007                    | липень 2008                      | вересень 2009                      | жовтень 2010                       | січень 2012                      | вересень 2013                                                   | червень 2015                                                    | червень 2016                                                    | червень 2017                                                    | липень 2019                           | листопад 2020                         |         |
| Маркетингова назва                | Wonder            | Mach              | 3D Rage           | Rage Pro          | Rage              | Radeon 7000       | Radeon 8000                             | Radeon 9000                             | Radeon X700/X800                        | Radeon X1000                            | Radeon HD 1000/2000              | Radeon HD 3000                   | Radeon HD 4000                   | Radeon HD 5000                     | Radeon HD 6000                     | Radeon HD 7000                   | Radeon Rx 200                                                   | Radeon Rx 300                                                   | Radeon RX 400/500                                               | Radeon RX Vega/Radeon VII (7 нм)                                | Radeon RX 5000                        | Radeon RX 6000                        |         |
| Підтримується AMD                 | Ended             | Ended             | Ended             | Ended             | Ended             | Ended             | Ended                                   | Ended                                   | Ended                                   | Ended                                   | Ended                            | Ended                            | Ended                            | Ended                              | Ended                              | Ended                            | Ended                                                           | Ended                                                           | Current                                                         | Current                                                         | Current                               | Current                               | Current |
| Вид графіки                       | 2D                | 2D                | 3D                | 3D                | 3D                | 3D                | 3D                                      | 3D                                      | 3D                                      | 3D                                      | 3D                               | 3D                               | 3D                               | 3D                                 | 3D                                 | 3D                               | 3D                                                              | 3D                                                              | 3D                                                              | 3D                                                              | 3D                                    | 3D                                    |         |
| Архітектура                       | Не розголошується | Не розголошується | Не розголошується | Не розголошується | Не розголошується | Не розголошується | Не розголошується                       | Не розголошується                       | Не розголошується                       | Не розголошується                       | TeraScale система команд         | TeraScale система команд         | TeraScale система команд         | TeraScale система команд           | TeraScale система команд           | GCN система команд               | GCN система команд                                              | GCN система команд                                              | GCN система команд                                              | GCN система команд                                              | RDNA система команд                   | RDNA система команд                   |         |
| Мікроархітектура                  | Не розголошується | Не розголошується | Не розголошується | Не розголошується | Не розголошується | Не розголошується | Не розголошується                       | Не розголошується                       | Не розголошується                       | Не розголошується                       | TeraScale 1                      | TeraScale 1                      | TeraScale 1                      | TeraScale 2 (VLIW5)                | TeraScale 3 (VLIW4)                | GCN 1st gen                      | GCN 2nd gen                                                     | GCN 3rd gen                                                     | GCN 4th gen                                                     | GCN 5th gen                                                     | RDNA                                  | RDNA 2                                |         |
| Тип                               | Fixed pipeline    | Fixed pipeline    | Fixed pipeline    | Fixed pipeline    | Fixed pipeline    | Fixed pipeline    | Програмовані конвеєри пікселів і вершин | Програмовані конвеєри пікселів і вершин | Програмовані конвеєри пікселів і вершин | Програмовані конвеєри пікселів і вершин | Уніфікована шейдерна архітектура | Уніфікована шейдерна архітектура | Уніфікована шейдерна архітектура | Уніфікована шейдерна архітектура   | Уніфікована шейдерна архітектура   | Уніфікована шейдерна архітектура | Уніфікована шейдерна архітектура                                | Уніфікована шейдерна архітектура                                | Уніфікована шейдерна архітектура                                | Уніфікована шейдерна архітектура                                | Уніфікована шейдерна архітектура      | Уніфікована шейдерна архітектура      |         |
| Direct3D                          | Н/Д               | Н/Д               | 5.0               | 6.0               | 6.0               | 7.0               | 8.1                                     | 9.0 11 (9_2)                            | 9.0b 11 (9_2)                           | 9.0c 11 (9_3)                           | 10.0 11 (10_0)                   | 10.1 11 (10_1)                   | 10.1 11 (10_1)                   | 11 (11_0)                          | 11 (11_0)                          | 11 (11_1) 12 (11_1)              | 11 (12_0) 12 (12_0)                                             | 11 (12_0) 12 (12_0)                                             | 11 (12_0) 12 (12_0)                                             | 11 (12_1) 12 (12_1)                                             | 11 (12_1) 12 (12_1)                   | 11 (12_1) 12 (12_2)                   |         |
| Shader model                      | Н/Д               | Н/Д               | Н/Д               | Н/Д               | Н/Д               | Н/Д               | 1.4                                     | 2.0+                                    | 2.0b                                    | 3.0                                     | 4.0                              | 4.1                              | 4.1                              | 5.0                                | 5.0                                | 5.1                              | 5.1 6.3                                                         | 5.1 6.3                                                         | 5.1 6.3                                                         | 6.4                                                             | 6.4                                   | 6.5                                   |         |
| OpenGL                            | Н/Д               | Н/Д               | Н/Д               | 1.1               | 1.2               | 1.3               | 1.3                                     | 2.1                                     | 2.1                                     | 2.1                                     | 3.3                              | 3.3                              | 3.3                              | 4.5 (на Linux: 4.5 (Mesa 3D 21.0)) | 4.5 (на Linux: 4.5 (Mesa 3D 21.0)) | 4.6 (на Linux: 4.6 (Mesa 20.0))  | 4.6 (на Linux: 4.6 (Mesa 20.0))                                 | 4.6 (на Linux: 4.6 (Mesa 20.0))                                 | 4.6 (на Linux: 4.6 (Mesa 20.0))                                 | 4.6 (на Linux: 4.6 (Mesa 20.0))                                 | 4.6 (на Linux: 4.6 (Mesa 20.0))       | 4.6 (на Linux: 4.6 (Mesa 20.0))       |         |
| Vulkan                            | Н/Д               | Н/Д               | Н/Д               | Н/Д               | Н/Д               | Н/Д               | Н/Д                                     | Н/Д                                     | Н/Д                                     | Н/Д                                     | Н/Д                              | Н/Д                              | Н/Д                              | Н/Д                                | Н/Д                                | 1.0 (Win 7+ або Mesa 17+)        | 1.2 (Adrenalin 20.1, Linux Mesa 20.0)                           | 1.2 (Adrenalin 20.1, Linux Mesa 20.0)                           | 1.2 (Adrenalin 20.1, Linux Mesa 20.0)                           | 1.2 (Adrenalin 20.1, Linux Mesa 20.0)                           | 1.2 (Adrenalin 20.1, Linux Mesa 20.0) | 1.2 (Adrenalin 20.1, Linux Mesa 20.0) |         |
| OpenCL                            | Н/Д               | Н/Д               | Н/Д               | Н/Д               | Н/Д               | Н/Д               | Н/Д                                     | Н/Д                                     | Н/Д                                     | Н/Д                                     | Close to Metal                   | Close to Metal                   | 1.1                              | 1.2                                | 1.2                                | 1.2                              | 2.0 (Adrenalin драйвер на Win7+) (1.2 на Linux, 2.1 з AMD ROCm) | 2.0 (Adrenalin драйвер на Win7+) (1.2 на Linux, 2.1 з AMD ROCm) | 2.0 (Adrenalin драйвер на Win7+) (1.2 на Linux, 2.1 з AMD ROCm) | 2.0 (Adrenalin драйвер на Win7+) (1.2 на Linux, 2.1 з AMD ROCm) | 2.0                                   | 2.1                                   |         |
| HSA / ROCm                        | Н/Д               | Н/Д               | Н/Д               | Н/Д               | Н/Д               | Н/Д               | Н/Д                                     | Н/Д                                     | Н/Д                                     | Н/Д                                     | Н/Д                              | Н/Д                              | Н/Д                              | Н/Д                                | Н/Д                                | Так                              | Так                                                             | Так                                                             | Так                                                             | Так                                                             | ?                                     | ?                                     |         |
| Декодування відео ASIC            | Н/Д               | Н/Д               | Н/Д               | Н/Д               | Н/Д               | Н/Д               | Н/Д                                     | Н/Д                                     | Н/Д                                     | Н/Д                                     | Avivo/UVD                        | UVD+                             | UVD 2                            | UVD 2.2                            | UVD 3                              | UVD 4                            | UVD 4.2                                                         | UVD 5.0 або 6.0                                                 | UVD 6.3                                                         | UVD 7                                                           | VCN 2.0                               | VCN 3.0                               |         |
| Кодування відео ASIC              | Н/Д               | Н/Д               | Н/Д               | Н/Д               | Н/Д               | Н/Д               | Н/Д                                     | Н/Д                                     | Н/Д                                     | Н/Д                                     | Н/Д                              | Н/Д                              | Н/Д                              | Н/Д                                | Н/Д                                | VCE 1.0                          | VCE 2.0                                                         | VCE 3.0 або 3.1                                                 | VCE 3.4                                                         | VCE 4.0                                                         | VCN 2.0                               | VCN 3.0                               |         |
| Fluid Motion ASIC                 | Ні                | Ні                | Ні                | Ні                | Ні                | Ні                | Ні                                      | Ні                                      | Ні                                      | Ні                                      | Ні                               | Ні                               | Ні                               | Ні                                 | Ні                                 | Ні                               | Так                                                             | Так                                                             | Так                                                             | Так                                                             | Ні                                    | Ні                                    |         |
| Power saving                      | ?                 | ?                 | ?                 | ?                 | ?                 | ?                 | ?                                       | ?                                       | ?                                       | ?                                       | PowerPlay                        | PowerPlay                        | PowerPlay                        | PowerPlay                          | PowerTune                          | PowerTune & ZeroCore Power       | PowerTune & ZeroCore Power                                      | PowerTune & ZeroCore Power                                      | PowerTune & ZeroCore Power                                      | PowerTune & ZeroCore Power                                      | ?                                     | ?                                     |         |
| TrueAudio                         | Н/Д               | Н/Д               | Н/Д               | Н/Д               | Н/Д               | Н/Д               | Н/Д                                     | Н/Д                                     | Н/Д                                     | Н/Д                                     | Н/Д                              | Н/Д                              | Н/Д                              | Н/Д                                | Н/Д                                | Н/Д                              | Через виділений ЦОС                                             | Через виділений ЦОС                                             | Через шейдери                                                   | Через шейдери                                                   | Через шейдери                         | ?                                     |         |
| FreeSync                          | Н/Д               | Н/Д               | Н/Д               | Н/Д               | Н/Д               | Н/Д               | Н/Д                                     | Н/Д                                     | Н/Д                                     | Н/Д                                     | Н/Д                              | Н/Д                              | Н/Д                              | Н/Д                                | Н/Д                                | Н/Д                              | 1 2                                                             | 1 2                                                             | 1 2                                                             | 1 2                                                             | 1 2                                   | 1 2                                   |         |
| HDCP                              | ?                 | ?                 | ?                 | ?                 | ?                 | ?                 | ?                                       | ?                                       | ?                                       | ?                                       | ?                                | ?                                | ?                                | ?                                  | ?                                  | ?                                | 1.4                                                             | 1.4                                                             | 1.4 2.2                                                         | 1.4 2.2                                                         | 1.4 2.2 2.3                           | ?                                     |         |
| PlayReady                         | Н/Д               | Н/Д               | Н/Д               | Н/Д               | Н/Д               | Н/Д               | Н/Д                                     | Н/Д                                     | Н/Д                                     | Н/Д                                     | Н/Д                              | Н/Д                              | Н/Д                              | Н/Д                                | Н/Д                                | Н/Д                              | Н/Д                                                             | Н/Д                                                             | 3.0                                                             | Ні                                                              | 3.0                                   | ?                                     |         |
| Підтримка екранів                 |                   |                   |                   |                   |                   | 1–2               | 2                                       | 2                                       | 2                                       | 2                                       | 2                                | 2                                | 2                                | 2–6                                | 2–6                                | 2–6                              | 2–6                                                             | 2–6                                                             | 2–6                                                             | 2–6                                                             | ?                                     | ?                                     |         |
| Макс. роздільна здатність дисплея | ?                 | ?                 | ?                 | ?                 | ?                 | ?                 | ?                                       | ?                                       | ?                                       | ?                                       | ?                                | ?                                | ?                                | 2–6 × 2560×1600                    | 2–6 × 2560×1600                    | 2–6 × 4096×2160 @ 60 Гц          | 2–6 × 4096×2160 @ 60 Гц                                         | 2–6 × 4096×2160 @ 60 Гц                                         | 2–6 × 5120×2880 @ 60 Гц                                         | 3 × 7680×4320 @ 60 Гц                                           | 7680×4320 @ 60 Гц PowerColor          | 7680×4320 @ 60 Гц PowerColor          |         |
| /drm/radeon                       |                   |                   |                   |                   |                   | Так               | Так                                     | Так                                     | Так                                     | Так                                     | Так                              | Так                              | Так                              | Так                                | Так                                | Так                              | Так                                                             | Н/Д                                                             | Н/Д                                                             | Н/Д                                                             | Н/Д                                   | Н/Д                                   |         |
| /drm/amdgpu h                     | Н/Д               | Н/Д               | Н/Д               | Н/Д               | Н/Д               | Н/Д               | Н/Д                                     | Н/Д                                     | Н/Д                                     | Н/Д                                     | Н/Д                              | Н/Д                              | Н/Д                              | Н/Д                                | Н/Д                                | Н/Д                              | Н/Д                                                             | Так                                                             | Так                                                             | Так                                                             | Так                                   | Так                                   | Так     |

1. ↑  The Radeon 100 Series has programmable pixel shaders, but do not fully comply with DirectX 8 or Pixel Shader 1.0. See article on R100's pixel shaders.
2. ↑  R300, R400 and R500 based cards do not fully comply with OpenGL 2+ as the hardware does not support all types of non-power of two (NPOT) textures.
3. ↑  OpenGL 4+ compliance requires supporting FP64 shaders and these are emulated on some TeraScale chips using 32-bit hardware.
4. 1 2 3  The UVD and VCE were replaced by the Video Core Next (VCN) ASIC in the Raven Ridge APU implementation of Vega.
5. ↑  Video processing ASIC for video frame rate interpolation technique. In Windows it works as a DirectShow filter in your player. In Linux, there is no support on the part of drivers and / or community.
6. 1 2  To play protected video content, it also requires card, operating system, driver, and application support. A compatible HDCP display is also needed for this. HDCP is mandatory for the output of certain audio formats, placing additional constraints on the multimedia setup.
7. ↑  More displays may be supported with native DisplayPort connections, or splitting the maximum resolution between multiple monitors with active converters.
8. ↑  DRM (Direct Rendering Manager) is a component of the Linux kernel. Support in this table refers to the most current version.

## Підтримка операційних систем
Ядро ТІМС VCE має підтримуватися драйвером пристрою. Драйвер пристрою забезпечує один або кілька інтерфейсів, наприклад OpenMAX IL. Один з цих інтерфейсів потім використовується програмним забезпеченням кінцевого користувача, таким як GStreamer або HandBrake (HandBrake відмовився від підтримки VCE в грудні 2016 року, але додав її в грудні 2018 року), щоб отримати доступ до обладнання VCE і використовувати його.
Пропрієтарний драйвер пристрою AMD Catalyst доступний для кількох операційних систем, і до нього була додана підтримка VCE. Крім того, доступний безкоштовний драйвер пристрою. Цей драйвер також підтримує апаратне забезпечення VCE.

### Linux

Підтримка ASIC VCE міститься в драйвері пристрою amdgpu в ядрі Linux.

- Початкову підтримку VCE було додано 4 лютого 2014 року Крістіаном Кенігом з AMD до безкоштовного драйвера radeon.[35]
- Відстеження стану Gallium3D для OpenMAX було додано 24 жовтня 2013 року до Mesa 3D.[36]
- Безкоштовний драйвер з відкритим кодом для Radeon був адаптований для використання OpenMAX з підтримкою GStreamer OpenMAX (gst-omx) для розкриття рушія кодування відео VCE.[37]
- Співробітник AMD Лео Лю впровадив підтримку рівня h264 у трекер станів Mesa 3D.[38]

### Windows
Програмне забезпечення "MediaShow Espresso Video Transcoding", використовує як і VCE так і UVD.
XSplit Broadcaster підтримує VCE від версії 1.3.
Open Broadcaster Software (OBS Studio) підтримує VCE для запису та потокової передачі. Оригінальне програмне забезпечення Open Broadcaster (OBS) вимагає складання форка, щоб увімкнути VCE.
AMD Radeon Software підтримує VCE з вбудованою системою захоплення гри («Radeon ReLive») і використовує AMD AMF/VCE на APU або графічній карті Radeon, щоб зменшити падіння кадрів в секунду під час запису ігрового або відеоконтенту.
HandBrake додав підтримку Video Coding Engine у версії 1.2.0 у грудні 2018 року.

## Наступник
На зміну VCE прийшла AMD Video Core Next у серії APU Raven Ridge, випущена в жовтні 2017 року. VCN поєднує кодування (VCE) і декодування (UVD).